# Plate-forme (automobile)

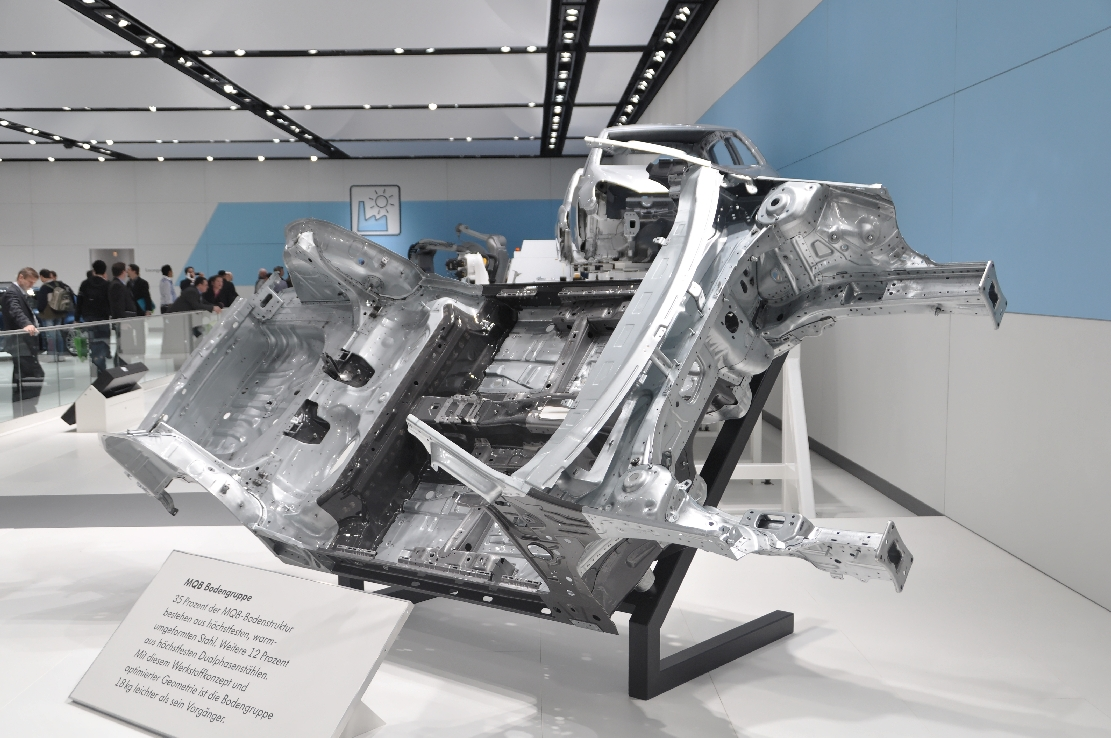
Plate-forme à la foire de Hanovre en 2012.

Dans l’industrie automobile, une plate-forme est une structure de base d’un véhicule, composée d’un châssis et de certaines pièces non visibles. Cette stratégie de conception est également présente dans l'industrie du poids lourd, de l'aéronautique ainsi que de l'électronique et apporte aux constructeurs une économie de coût de conception et de fabrication.
Les véhicules construits sur la même plate-forme ont en commun la voie (largeur entre les deux roues d’un même essieu) et l’empattement (distance entre les deux roues de deux essieux). En revanche, les porte-à-faux avant et arrière, et la carrosserie peuvent être modifiés. La limite de ce concept est la construction même du châssis-coque. 
La conception et la production des moteurs sont soumis aux mêmes règles industrielles et sont souvent produites en commun. Ils servent à la motorisation de multiples modèles d’automobiles avec des annexes et réglages différents.

## Bénéfices
La conception modulaire n'est intéressante que lorsqu'il s'agit de créer des variantes d'un même produit, à l'échelle d'une marque, ou bien de créer une famille de produits, à l'échelle d'un groupe. 
Cette stratégie est adoptée pour permettre une économie des coûts de :
- conception : les véhicules partageant une structure commune, l'intégration de différents composants eux-mêmes partagés (sièges, HVAC, moteur, liaison au sol, etc.) n'a besoin d'être étudiée qu'une seule fois. Cela représente à la fois une économie lors de la conception directe, mais également lors des phases de test et prototypage, ainsi que lors de la certification lors de laquelle certifier un véhicule permet d'en certifier plusieurs à la fois ;
- production : les groupes automobiles partageant les mêmes usines, la modularisation permet de réduire fortement la diversité d'éléments à monter. En découle une gestion des stocks plus facile, mais également moins de lignes d'assemblages et moins de machines d'assemblage. De plus, profitant d'un effet volume bien plus important, le prix des pièces s'en trouve réduit, abaissant aussi le coût de production unitaire ;
- service après-vente : partager des composants en commun permet de simplifier la gestion des stocks, voire de réduire le nombre d'entrepôts nécessaires. La rédaction des méthodes de remplacement/réparation s'en retrouve aussi réduite.

## Les plates-formes modulaires
Comme leur nom l'indique, les plates-formes modulaires peuvent être utilisées pour de nombreux véhicules, de plusieurs segments, à la taille et à la carrosserie très différentes. Cela permet de réduire les frais de conception tout en augmentant les possibilités techniques pour la création de véhicules. Une même plate-forme peut donc proposer plusieurs empattements, plusieurs largeurs de voies, plusieurs hauteurs de conduite...
Plus chères à concevoir, elles permettent cependant la création de nombreuses déclinaisons de modèles, ce qui est très utile dans le cadre de la mondialisation, où les constructeurs doivent adapter leurs véhicules aux différents marchés. Cela explique donc que la plupart des constructeurs automobiles européens s'en soient équipés dans les années 2010,.

## Exemples de plates-formes

### Stellantis (Fiat Chrysler Automobiles et Groupe PSA)
- Plate-forme STLA Medium
- Plate-forme STLA Large

#### Fiat Group Automobiles
- Plate-forme Fiat C
- Plateforme Fiat Compact
- Plate-forme Fiat SGA Small - SCCS
- Plate-forme Fiat B-wide
- Plate-forme Fiat FGA Compact
- Plate-forme Fiat/GM Premium
- Plate-forme Fiat M139
- Plate-forme Fiat M156

#### Groupe PSA
- Plate-forme PSA PF1
- Plate-forme PSA PF2
- Plate-forme PSA PF3
- Plate-forme PSA CMP
- Plate-forme PSA EMP2
- Plate-forme PSA EvMP
- Plate-forme PSA EvMP2

### Ford
- Plate-forme Ford C1
- Plate-forme Ford EUCD
- Plate-forme Ford E265

### Renault Group
- Plate-forme Renault CMF